# Stamcelle
Stamceller er ikke-specialiserede celler som findes i alle flercellede organismer. Stamceller har to egenskaber som udmærker dem i forhold til andre celletyper. Dels kan stamceller gennemgå et ubegrænset antal celledelinger (mitoser), og dels har stamceller evnen til at modnes (differentiere) til flere celletyper. Forskningen omkring menneskelige stamceller blev grundlagt i 1960'erne. Eftersom stamceller har potentiale til at kunne blive til specialiserede celletyper, er der store forhåbninger til deres medicinske rolle.

## Typer
Stamceller deles ofte op i tre grupper: adulte stamceller hos det fødte individ (børn og voksne), embryonale stamceller (i fostret) og stamceller fra navlestrengen. I embryonet giver stamceller ophav til alle vævstyper i det blivende foster. Det kan f.eks. være: nerve-, knogle-, muskel- og hud-celler.
Nogle stamceller er multipotente; det betyder at de kan dele sig og blive til forskellige specialiserede celler inden for en bestemt gruppe, for eksempel blodceller. Andre stamceller er totipotente; de kan udvikle sig til samtlige celletyper i kroppen.

### Adulte stamceller
I voksne individer udgør stamceller et reparationssystem for at erstatte skadede celler. 
Det er nemmest  at isolere adulte stamceller, både hos børn og voksne, fra ryg- og knoglemarven, men stamceller findes i små mængder i alt væv. 

### Fosterstamceller
Fosterstamceller, eller embryonale stamceller, er helt "nye" stamceller fra et foster. Stamcellerne kan udvikle sig til at fungere som en hvilken som helst celle i kroppen. Den celleklump, som det befrugtede æg udvikler sig til, består de første 14 dage blandt andet af stamceller, desuden celler der bliver til fosterhinderne og moderkagen; stamceller findes også i blandt andet navlestrengen.